# Stenanona humilis
Stenanona humilis är en kirimojaväxtart som först beskrevs av Faustino Miranda, och fick sitt nu gällande namn av George Edward Schatz. Stenanona humilis ingår i släktet Stenanona och familjen kirimojaväxter. Inga underarter finns listade i Catalogue of Life.